# Die Koblanks
Die Hörspielserie Die Koblanks wurde 1964 vom West-Berliner Sender RIAS im Rahmen der Reihe Damals war’s – Geschichten aus dem alten Berlin produziert; die Fernsehserie 1979 von der Novafilm Fernsehproduktion in Berlin und erstmals am 10. September 1979 im Vorabendprogramm der ARD des damaligen Senders SFB ausgestrahlt.

## Handlung
Im Mittelpunkt der jeweils ca. 25-minütigen Folgen steht der Bierfahrer Koblank im Berlin am Ende des ausgehenden 19. Jahrhunderts. Die Stadt Berlin wächst und wird zur Metropole. Auch die Menschen werden vom Sog der Zeit erfasst. Die einen kommen zu Vermögen, andere bleiben unten.
Zu den Aufsteigern gehört Kohlenhändler Schmidt. Er hat so viel Geld gemacht, dass er ein Mietshaus bauen kann.
Auch Töpfermeister Zibulke ist Besitzer eines Neubaus. Von beiden profitiert Bierfahrer Ferdinand „Nante“ Koblank. Denn er heiratet einmal die Tochter des einen, später die des anderen und kommt dadurch selbst zu Geld. Einer, der Koblanks Weg nach oben kritisch verfolgt, ist Bierfahrerkollege Neumann. In der Beziehung der beiden spiegeln sich die damaligen Verhältnisse wieder.
(aus: Der neue Serienguide)

## Episodenliste
| Folge            | Titel                 |
| ---------------- | --------------------- |
| Staffel 1 (1979) |                       |
| 1.               | Die Verlobung         |
| 2.               | Start in die Ehe      |
| 3.               | Feine Kundschaft      |
| 4.               | Diesmal die Richtige  |
| 5.               | Der Rückfall          |
| 6.               | Flucht und Versöhnung |
| 7.               | Familiensorgen        |
| 8.               | Neue Zeiten           |
| 9.               | Nochmal davongekommen |
| 10.              | Moderne Auffassungen  |
| 11.              | Am Ziel               |
| 12.              | Abschied              |
| 13.              | Heimkehr              |

## Vorlage
Die Serie basiert auf dem Berliner Familienroman Die Koblanks von Erdmann Graeser. Der Roman von 1921 besticht vor allem durch seinen realistischen Humor, seiner tiefen humanistischen Liebe und mit reichlich Berliner Kodderschnauze.